# 料壆
料壆（英語：Liu Pok）為香港新界北區羅湖管制站附近一村落，該村屬北區範圍，對面為广东省深圳市羅湖區，數百年前已有村民聚居，1967年7月20日才有公路連接市區。
根據2013年《邊境禁區（修訂）令》及《2013年邊境禁區（准許進入）（修訂）公告》，包括得月樓村、料壆村、信義新村、馬草壟村、落馬洲村及下灣村於同年6月10日開始開放禁區。

## 歷史
料壆村原稱「料博」，以前的官方文件又稱「丁壆」，曾有馮氏原居民過千，現大部分已遷往英國，現長居只餘數十人。

## 公共交通
- 新界專線小巴51B線，在上水開出